# Genzano di Roma
Genzano di Roma è un comune italiano di 22 457 abitanti della città metropolitana di Roma Capitale nel Lazio.

## Geografia fisica

### Territorio
Genzano di Roma è situato sul versante esterno del cratere vulcanico del lago di Nemi. La Casa Comunale si trova a 435 m s.l.m., l'altitudine minima del paese scende a 106 metri e la massima si spinge a 480 metri.
Dal punto di vista geologico questo territorio dei Colli Albani è uno degli apparati "eccentrici" del Vulcano Laziale, nato da esplosioni idromagmatiche che si sono verificate nell'ultima fase di attività del complesso vulcanico albano.

### Clima
Dal punto di vista climatico il territorio rientra nel dominio del clima temperato mediterraneo con inverni miti, temperature autunnali superiori a quelle primaverili ed estati ventilate. Nell'area dei Colli Albani, dunque anche a Genzano, si presenta il fenomeno detto stau, che consiste nella riduzione del vapore acqueo nelle nuvole man mano che il terreno si alza. Perciò la piovosità maggiore si avrà sulle prime alture dei colli rivolte verso il mare, verso sud sud-ovest. Genzano, trovandosi sulla traiettoria delle correnti umide tirreniche, risulta piuttosto piovoso con 1100−1200 mm annui di precipitazioni.
Classificazione climatica: zona D, 1984 GR/G
Il limite massimo per l'accensione degli impianti di riscaldamento è fissato a dodici ore giornaliere dal 1º novembre al 15 aprile, a meno che situazioni climatiche particolari non ne giustifichino l'uso in altri periodi dell'anno.

## Origini del nome
Il più antico documento in cui si rinviene il toponimo "Genzano" (IPA: [ʤenˈʦano],) è una bolla di Lucio III datata 2 aprile 1183. L'origine del nome "Genzano" è tuttora fonte di discussione. Per alcuni il poggio su cui sorge il paese, posto sul bordo esterno del Lago di Nemi, proseguimento del "Nemus Aricinum", era dedicato alla dea Cinzia ("Cynthia Fanum"), il cui culto era unito a quello di Diana nemorense. Per Nicola Ratti, invece, l'etimologia deriverebbe da fundus Gentiani, cioè dal terreno di proprietà della famiglia romana Gentia.

## Storia

### Antichità
Nelle età precedenti il territorio dell'odierna Genzano ricadeva sotto la giurisdizione di Lanuvium e Aricia, ma verosimilmente non è stato mai sede di alcun centro abitato, sia pur piccolo. Ciononostante, nel territorio genzanese sono stati ritrovati numerosi reperti archeologici latini e romani.
Nei pressi dell’asse stradale della Via Appia antica, in corrispondenza della sella tra i rilievi di Montecagnoletto e la zona di Monte Canino, è stato rinvenuto, agli inizi del ‘900, il XIX cippo miliario della via Appia, il cui ritrovamento è stato di grande utilità per una corretta ricostruzione topografica della zona. L’iscrizione, ancora visibile, è difficilmente decifrabile e si riferisce al restauro della Via Appia ad opera dell’imperatore Nerva.

### Età medievale

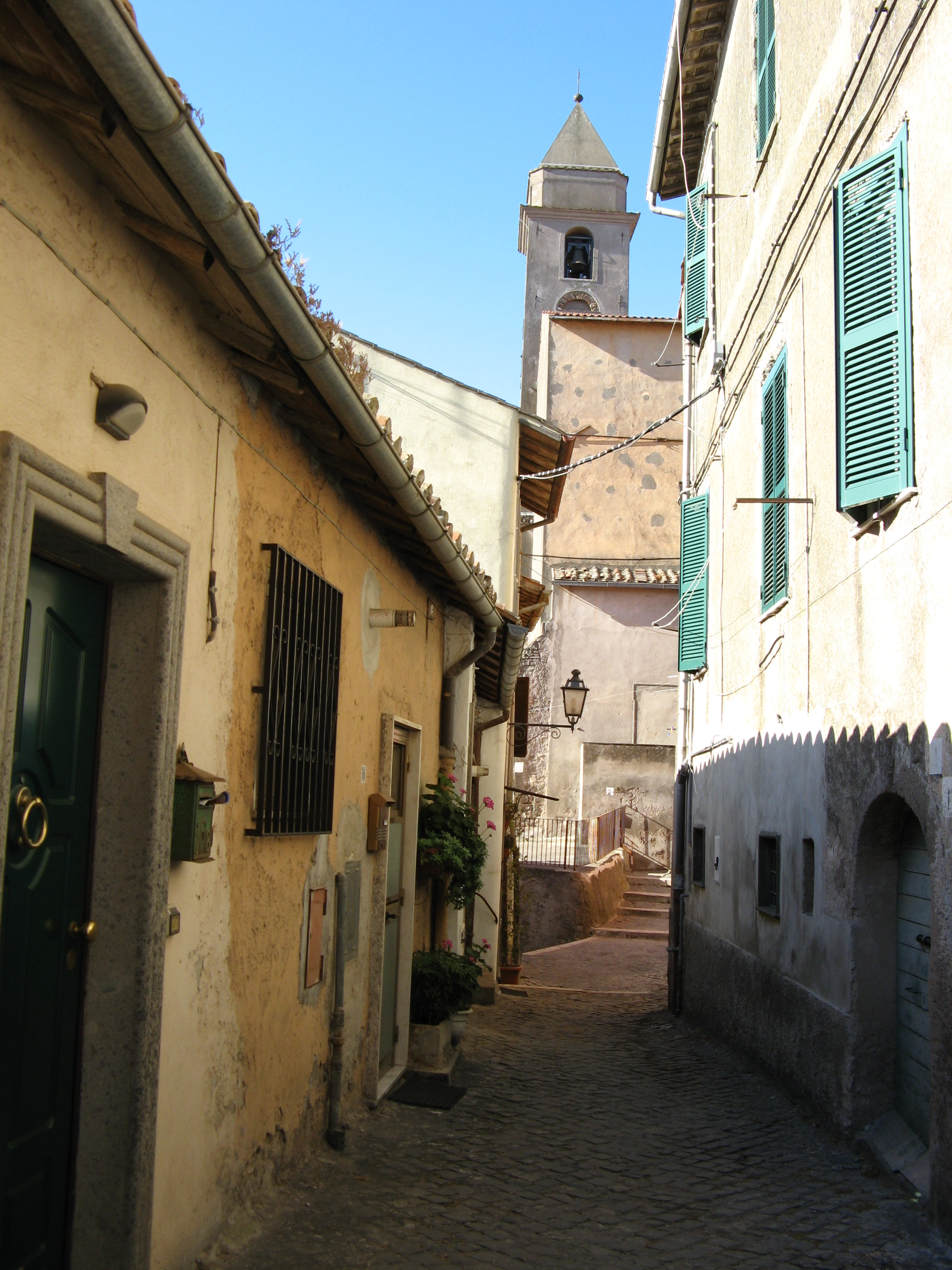
Genzano Vecchio

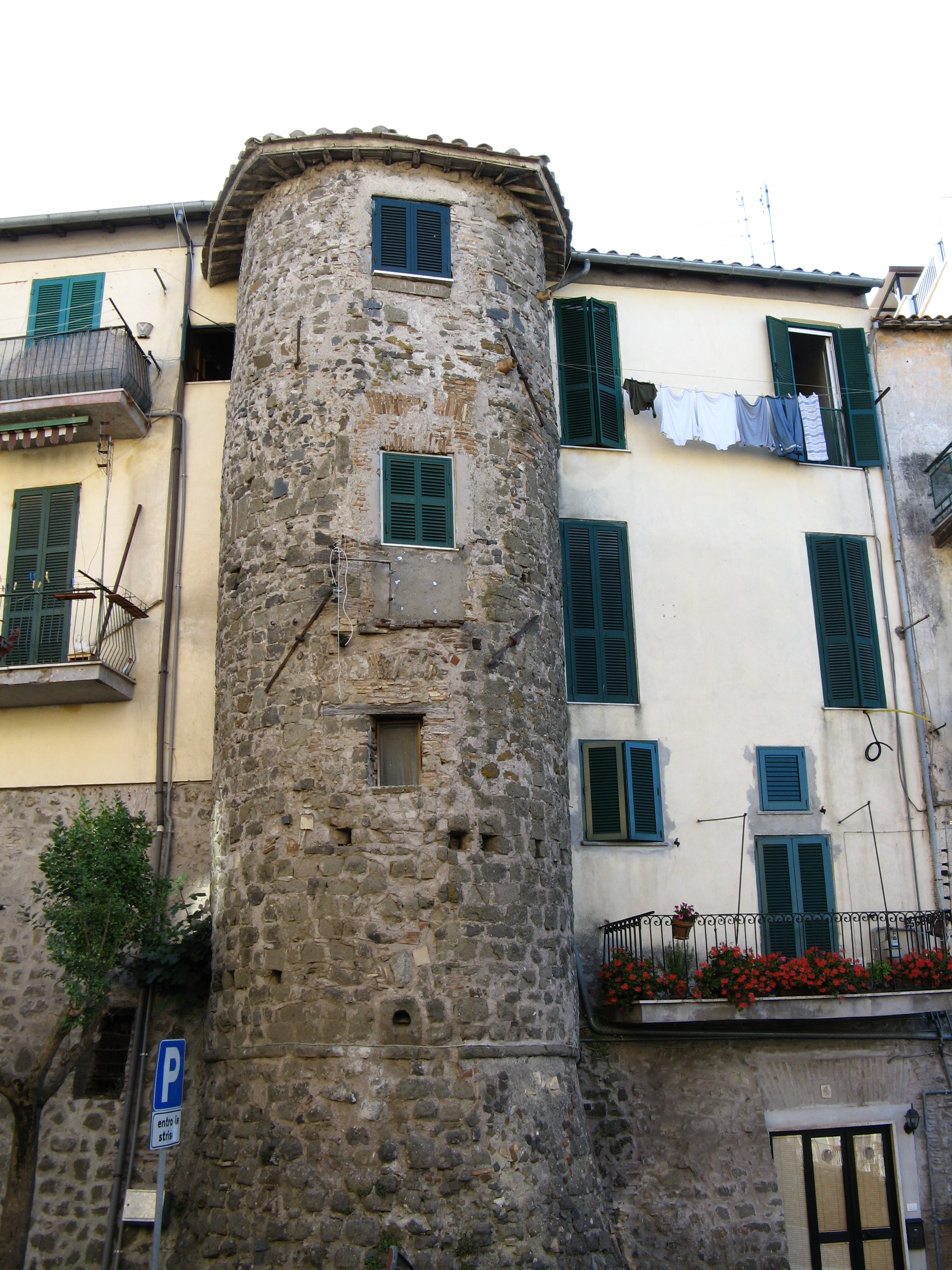
Torre saracinesca
(XIII secolo)

È stata ipotizzata la presenza, attorno al X secolo, di un piccolo insediamento saraceno.
Nel 1153 il territorio, dove già nel XII secolo era stata eretta una torre da parte dei Gandolfi (torre abbattuta nel 1188), venne dato in possesso, dal Papa Anastasio IV, ai cistercensi dell'Abbazia di Sant'Anastasio alle Acque Salvie. Nel 1255, i cistercensi vi edificarono un grande Castello fortificato attorno al quale crebbe poi lentamente il paese (Genzano Vecchio). Riferisce l'erudito Gaetano Moroni:
(Gaetano Moroni, Dizionario di erudizione storico-ecclesiastica, Vol. XXIX, p. 26, In Venezia: dalla Tipografia Emiliana, 1840)
Genzano fu retto dai Cistercensi senza soluzioni di continuo fino al 1378, allorché venne donato dall'Antipapa Clemente VII a Giordano Orsini quale compenso per servigi ricevuti. Nei successivi due secoli, Genzano conobbe l'alterno dominio dei monaci cistercensi, degli Orsini, dei Savelli e dei Colonna. Nel 1402 il borgo venne completamente distrutto da un incendio e la sua ricostruzione costrinse i Cistercensi ad alienare numerose proprietà.
Infine, i Cistercensi nel 1428 vendettero Genzano e Nemi ai Colonna per la cifra di 15 000 fiorini. Nel 1479 per cessione di Giovanni Colonna figlio di Odoardo, fu acquistato con Nemi dal Cardinale Guillaume d'Estouteville, Camerlengo di S.R.C. durante il pontificato di Sisto IV per 13 300 ducati, con patto di retrovendita, e alla morte di costui, dai due figli illegittimi Girolamo e Agostino. Nel 1485 passerà nuovamente ai Colonnesi, ma sotto la giurisdizione della Santa Sede. I Colonna reggeranno Genzano per circa 80 anni. Sotto i Colonna Genzano ebbe l'esenzione delle tasse, il che portò a un primo lieve incremento demografico.

### Periodo Cesariniano

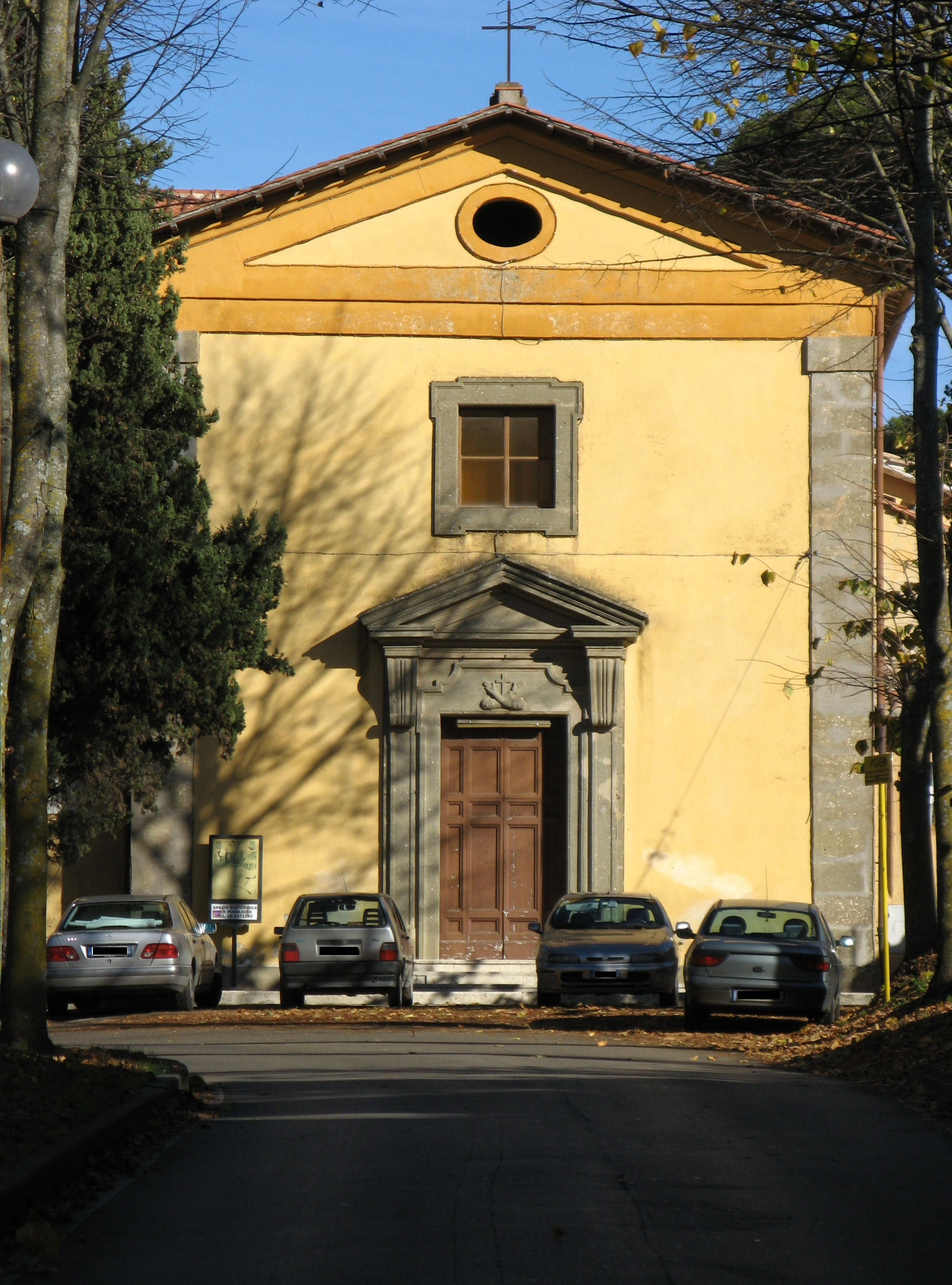
Chiesa dei Cappuccini

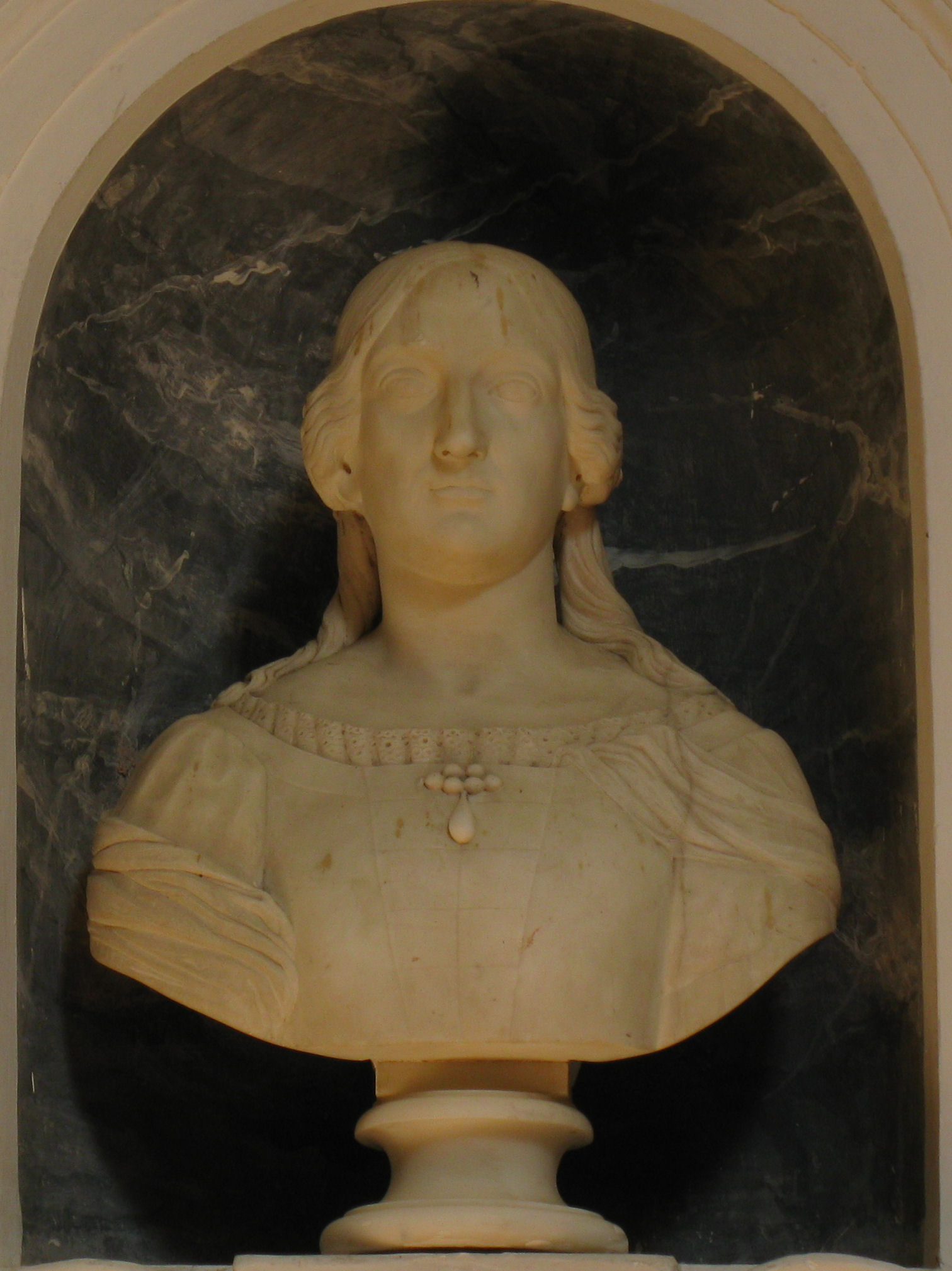
Chiesa dei Cappuccini, monumento funebre a Livia Cesarini

Nel 1563 il castello fu ceduto, per 150 000 scudi, da Marcantonio Colonna, il futuro vincitore di Lepanto (1571), a Fabrizio Massimi e da questi, il 2 ottobre del 1564 a Giuliano Cesarini, marchese di Civitanova Marche. Iniziò in questa data il periodo Cesariniano, un periodo di sviluppo economico, demografico e urbanistico per Genzano.

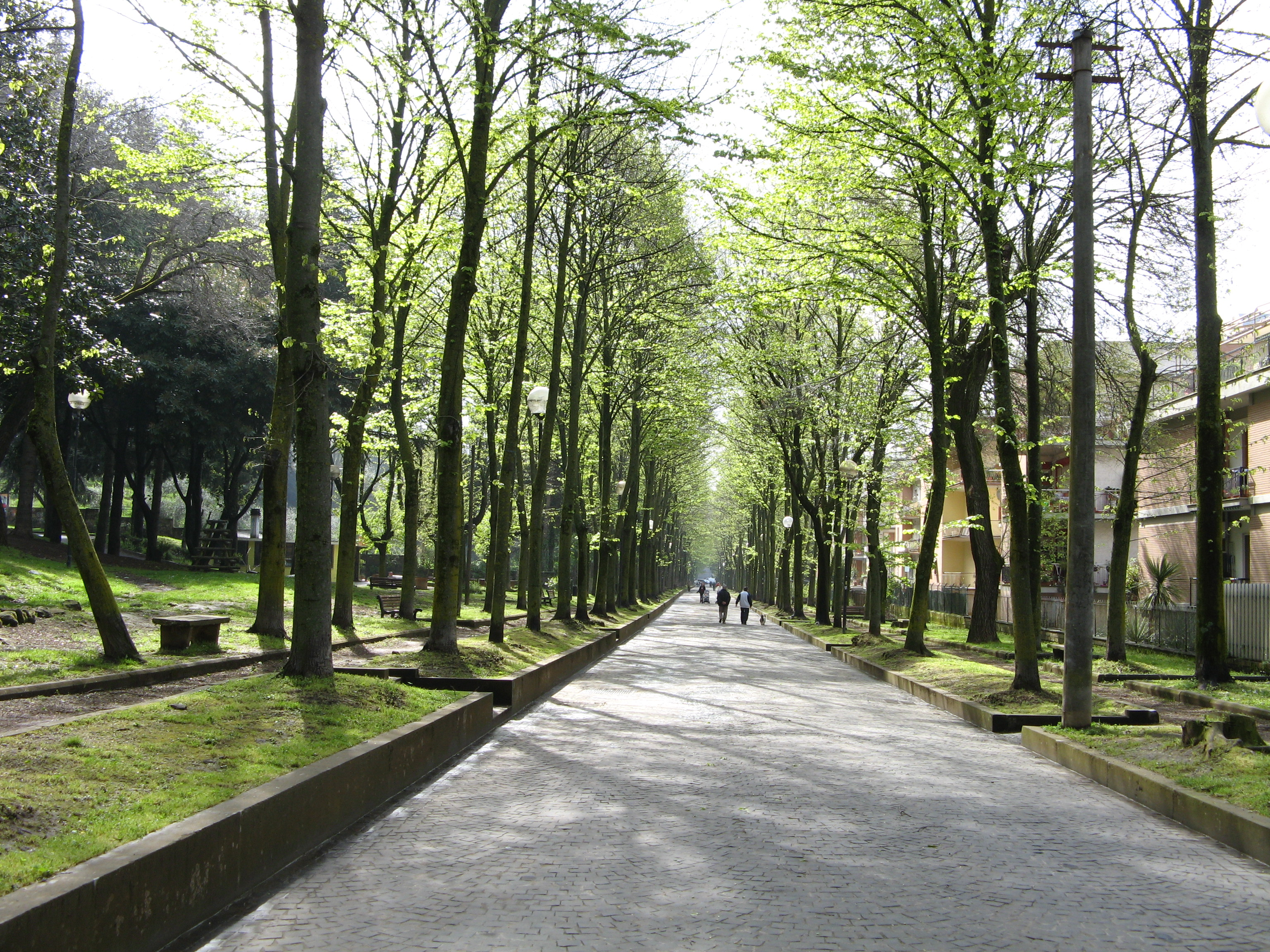
Olmata.

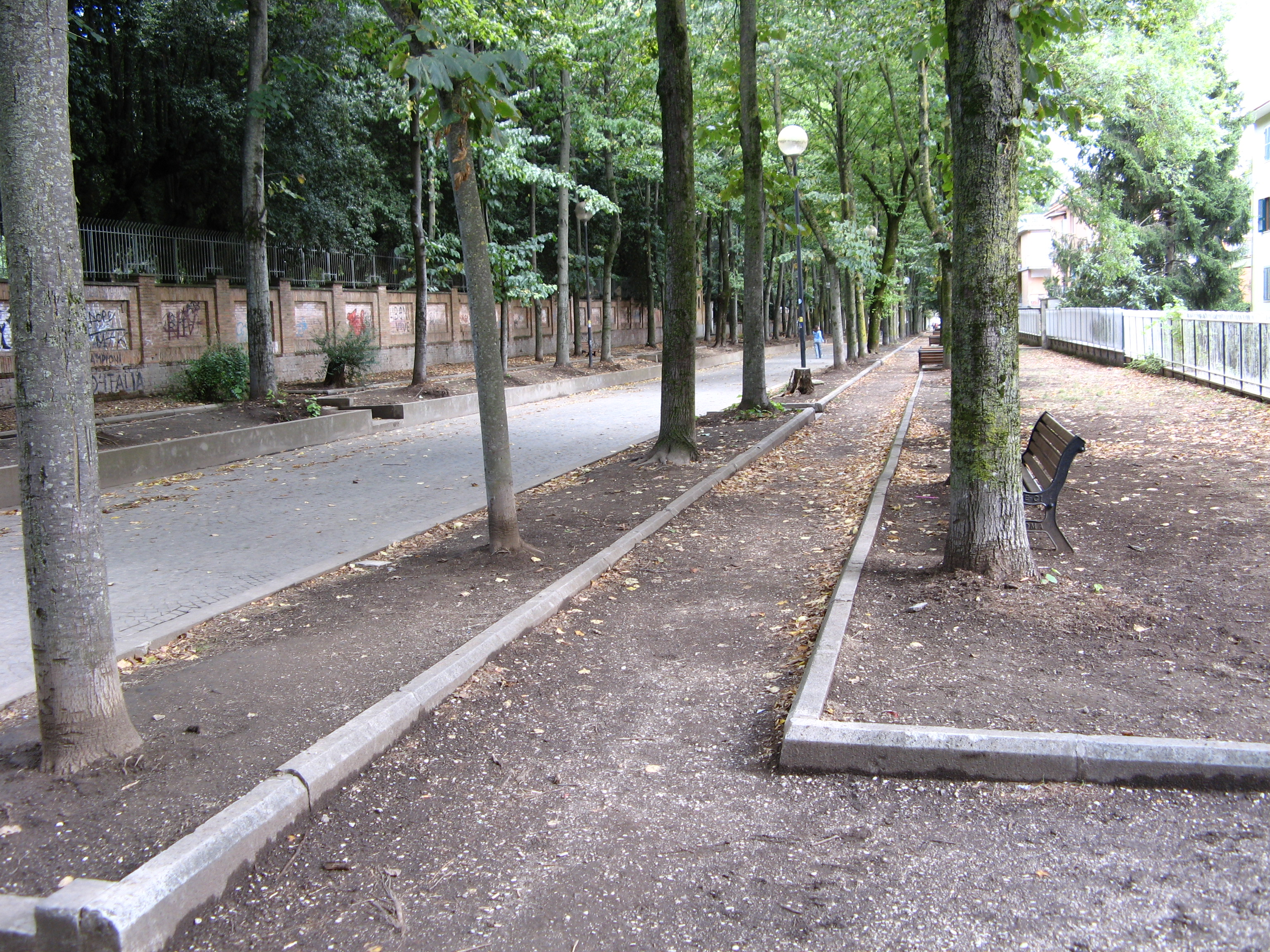
Olmata.

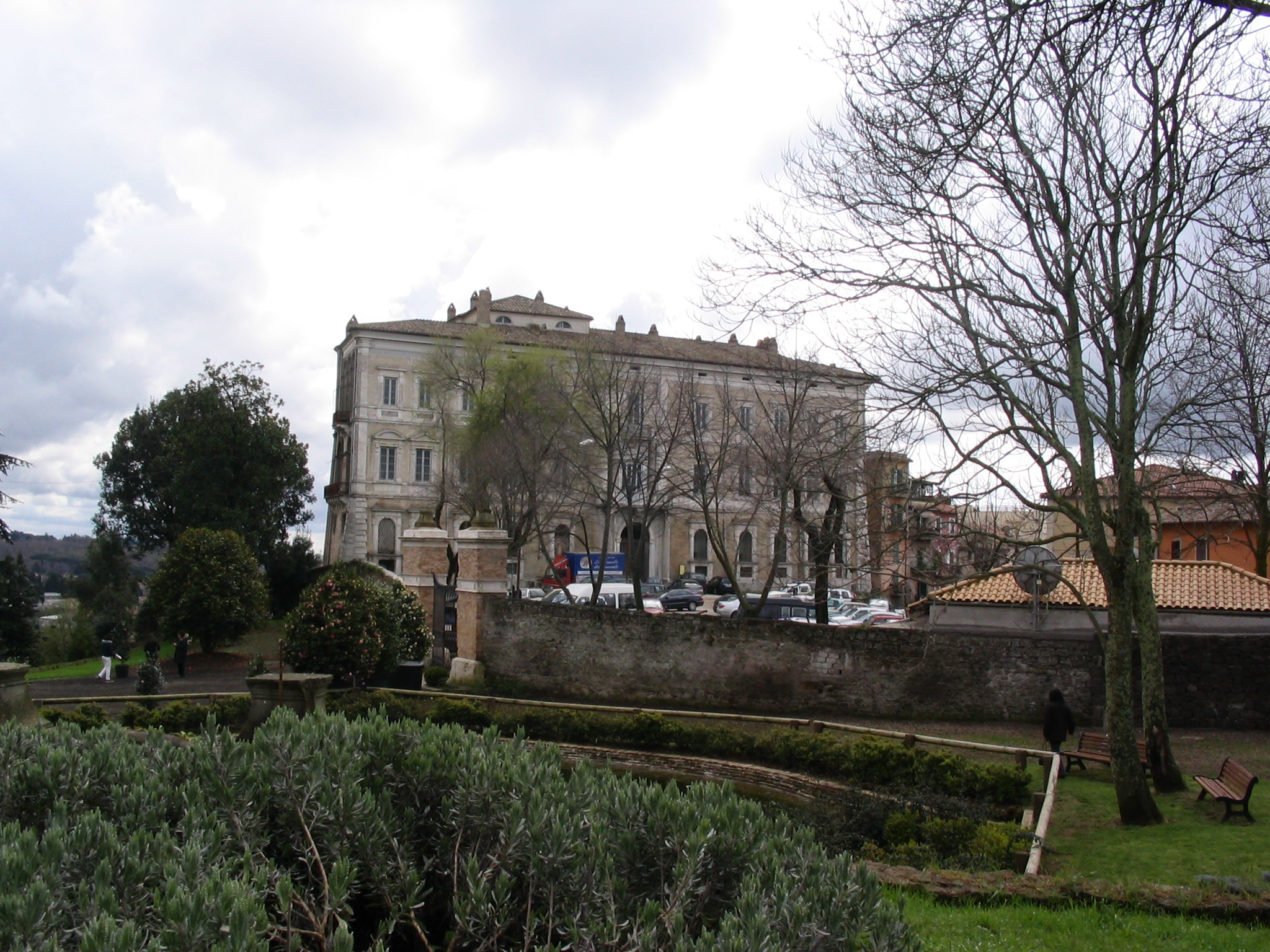
Veduta di Palazzo Cesarini dal parco.

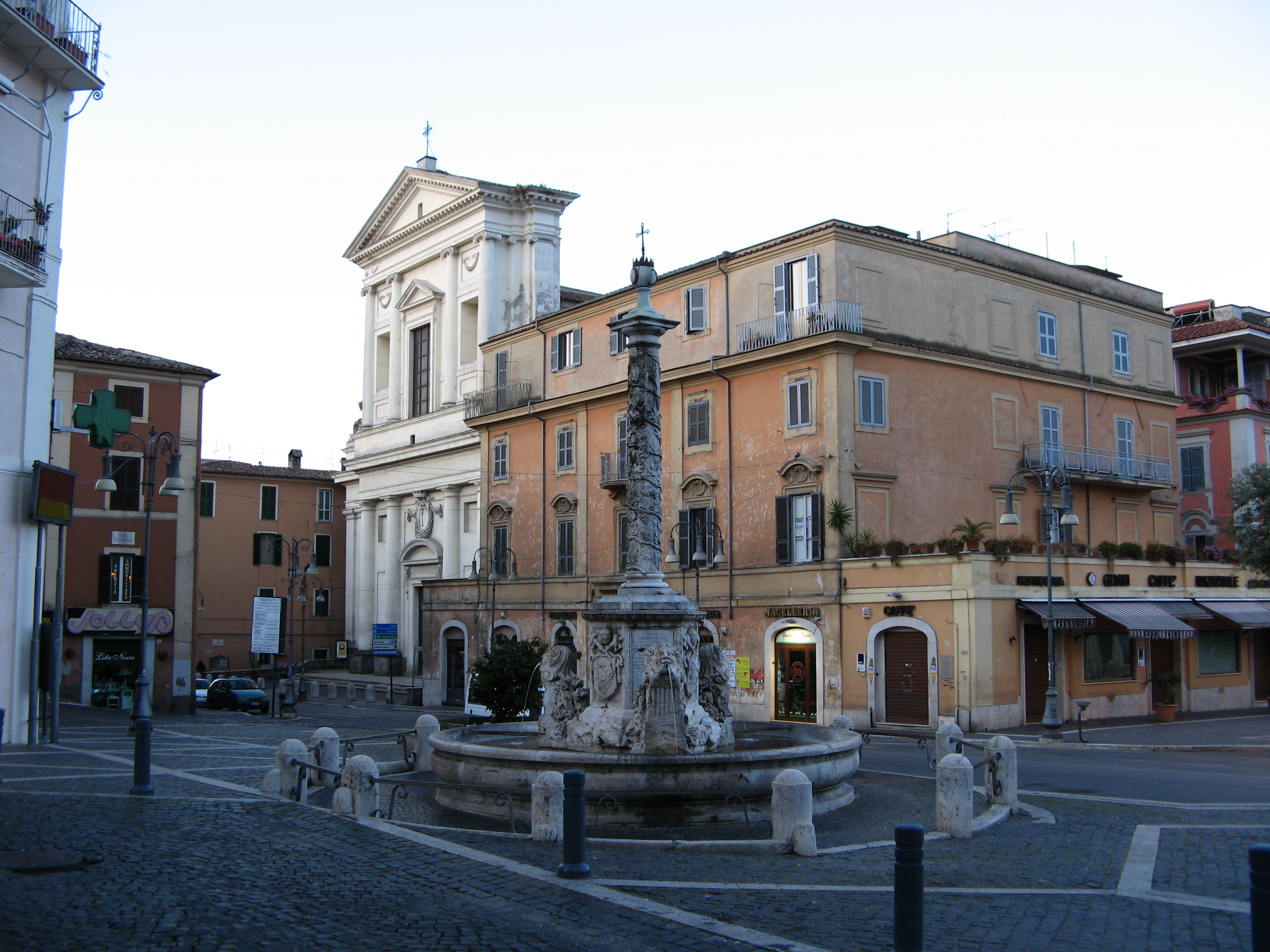
Piazza S. Sebastiano, Fontana di S. Sebastiano e Collegiata SS. Trinità

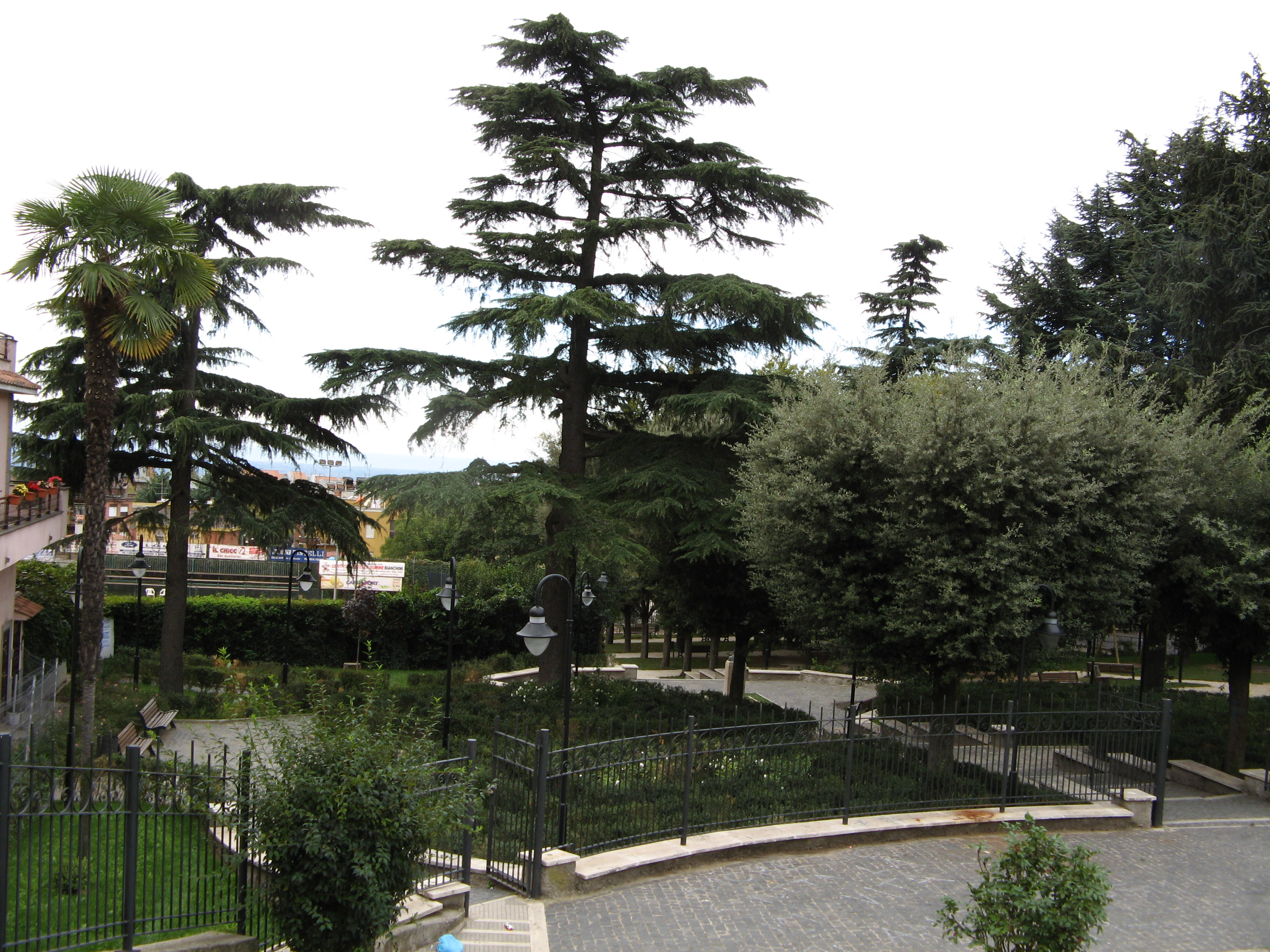
Parco Togliatti

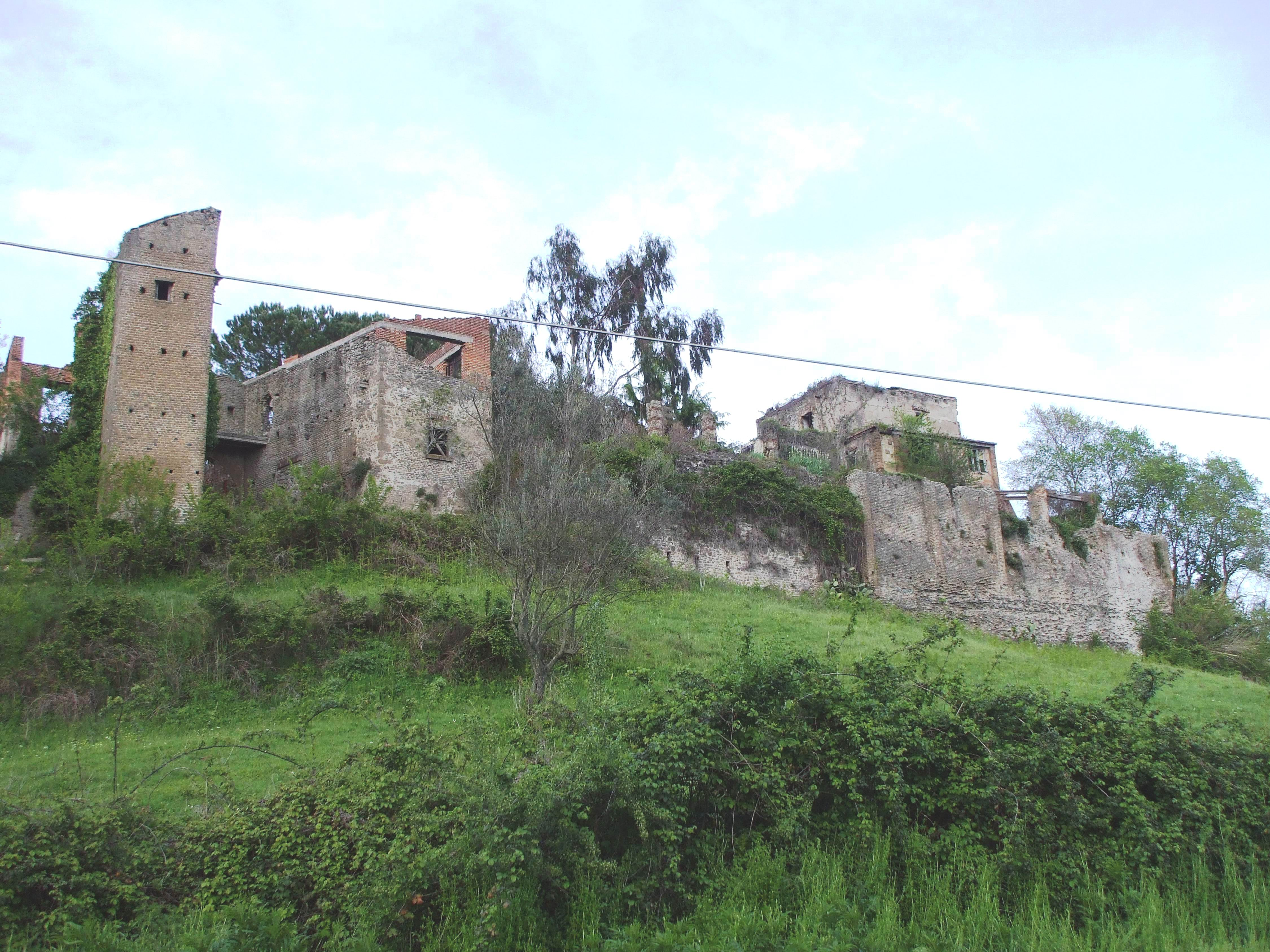
I ruderi del castello di San Gennaro lungo l'Appia vecchia

Il 10 agosto 1565 Giuliano Cesarini emanò lo "Statuto". Nel 1643 Giuliano III Cesarini tracciò le olmate, degli stradoni ombreggiati da quattro filari di olmi, e ristrutturò il palazzo baronale. Scrive Gaetano Moroni: "Gli stradoni olmati partono da un punto centrico, e divergendo, quello a destra è la strada corriera che guida alla città, quello di mezzo il più lungo e piano conduce al palazzo Cesarini, e l'altro a manca porta al convento de' cappuccini". Lo stesso duca, nel 1636, aveva iniziato la ricostruzione della chiesa di Santa Maria della Cima, con dipinti di Francesco Cozza. Nel 1696 la figliuola di Giuliano III, Livia, ultima erede dei Cesarini, vi farà porre i corpi delle martiri Sante Tigri e Vincenza, protettrici di Genzano con S. Tommaso di Villanova.
Giuliano III, nel testamento del 1667 lasciava al figlio Giovanni Giorgio, oltre a Genzano, anche i possedimenti di Ardea, Rocca Sinibalda e Civita Lavinia. Tuttavia quattro anni dopo, alla morte del duca (1671), non vi erano più eredi diretti: erano già deceduti anche i due figli maschi, le due figlie maggiori erano in convento e l'unica figlia libera era ancora bambina. Genzano venne retto dal fratello di Giuliano III, l'ecclesiastico Filippo Cesarini, il quale intendeva far sposare la figlia terzogenita di Giuliano III, Clelia, con Filippo Colonna principe di Sonnino. La secondogenita di Giuliano III, Livia, suora oblata, lasciò il convento e sposò Federico II Sforza dando origine alla famiglia Sforza Cesarini.
Donna Livia contribuì in maniera decisiva al piano urbanistico della cittadina, portando a termine nel 1708 la costruzione di Genzano Nuova, impiantata su un sistema di triangolazioni, secondo il piano del 1643 ideato dal padre Giuliano III. Tra la prima metà del XVII e l'inizio del XVIII secolo venne innestato un secondo tridente, più interno del primo (quello delle Olmate), costituito dalla via Livia (1680 circa), la strada dove si svolge nella ricorrenza del Corpus Domini la tradizionale Infiorata, dalla via Sforza (1708), e dalla via che conduce al convento dei Cappuccini. Questo particolare impianto urbanistico, coordinato da alcuni noti architetti romani del periodo Tommaso Mattei e Ludovico Gregorini, estremamente innovativo per l'epoca, caratterizzato da un duplice trivio (tridente olmato e tridente edificato), suscitò l'ammirazione di molti artisti del tempo, tra i quali Carlo Maratta, che qui si stabilì e risiedette per diversi anni. Nel 1677 l'ultimo dei Cesarini, Filippo Cesarini, aveva fatto costruire, lungo la strada corriera di Genzano Nuova, la chiesa di San Sebastiano affiancata dal Conservatorio delle Maestre Pie; queste due opere saranno sciaguratamente distrutte nel 1916 dall'amministrazione comunale dell'epoca. L'incremento demografico nei secoli XVI e XVII determinerà l'espansione di Genzano verso la pianura sottostante (Genzano Nuova).
La rottura dell'isolamento geografico di Genzano comportò, oltre a notevoli vantaggi economici, il coinvolgimento in eventi bellici. Genzano fu infatti coinvolta nella Guerra di successione austriaca: dal maggio al novembre 1744 Genzano fu infatti occupata dalle truppe austriache, guidate dal principe Johann Lobkowitz, il quale fronteggiava le truppe ispano-napoletane, guidate dal re di Napoli Carlo di Borbone, accampate a Velletri e sul monte Artemisio. L'attacco del Lobkowitz, nella notte fra il 10 e l'11 agosto 1744 (Battaglia di Velletri) venne respinto dalle truppe ispano-napoletane permettendo così la sopravvivenza del giovane Regno delle Due Sicilie.
Dal 1781 al 1808 si procede alla costruzione della chiesa neoclassica della Santissima Trinità, su disegno di Giulio e Giuseppe Camporese, figli di Pietro.
Anche Genzano ebbe una sua parte nei fatti del 1798. Con la Restaurazione, e la fine della feudalità, Genzano entrò sotto le dipendenze dirette della Santa Sede che lo elesse a capoluogo; nella sua giurisdizione erano comprese anche Nemi, Civita Lavinia (ora Lanuvio) e Ardea. Proprio Ardea fu una frazione di Genzano di Roma fino al 1817.
Il 26 agosto 1806 un grave terremoto causò vittime e numerosi feriti in ambito cittadino così come nella vicina Rocca di Papa. Il 23 settembre 1828 Genzano ebbe il titolo di città da parte del papa Gregorio XVI.

### Periodo Post-Unitario
Con la presa di Roma e la fine del Potere temporale, Genzano entrò a far parte dello Stato italiano. Il Consiglio comunale propose la modifica del nome in Genzano di Roma per evitare confusione con Genzano di Lucania, approvata con Regio decreto legge 5 gennaio 1873.
Tra la fine dell'Ottocento e l'avvento del fascismo, Genzano è stata spesso teatro di battaglie sociali, soprattutto di lotte contadine per la distribuzione delle terre. Durante il Ventennio centinaia sono stati i cittadini arrestati e condannati al carcere o al confino, o addirittura assassinati dai fascisti (Salvatore Buttaroni, Germano Previtali). Gravissimi furono inoltre i danni subiti dalla cittadina durante la Seconda guerra mondiale, soprattutto in conseguenza dei bombardamenti aerei nel periodo successivo allo sbarco di Anzio. Tra il 31 gennaio 1944 e 14 aprile 1944 sono stati uccisi 109 cittadini genzanesi; Genzano fu quasi rasa al suolo, avendo avuto più dell'80% delle case distrutte o fortemente danneggiate. Una testimonianza tratta dalla pagina del 9 febbraio 1944 del Diario (Journal du Noviciat) che una suora francese delle Piccole Suore dell'Assunzione di Genzano, probabilmente suor M. Marguerite-Elisabeth, tenne in quei giorni:
(Diario di Guerra delle Piccole Suore dell'Assunzione di Genzano, traduzione di Leo Evangelista, Albano Laziale, Diocesi di Albano, p. 26, 2000)

### Visite papali
L'8 settembre 1963 il comune di Genzano riceve la visita dell'allora Sommo Pontefice Papa Paolo VI. In questa occasione Paolo VI celebrò la Santa Messa nella Collegiata della Santissima Trinità (Genzano di Roma). La targa marmorea presente all'interno della chiesa madre della città così recita, in latino ed in italiano: "In questa chiesa parrocchiale, l'8 settembre 1963, alla presenza di un immenso popolo festante, il Sommo Pontefice Paolo VI celebrò la Santa Messa e distribuì la Santa Comunione. Il popolo e il clero di Genzano posero questa lapide per tramandarne la memoria ai posteri".

### Successione dei Cesarini nel feudo di Genzano
- Marchese Giuliano Cesarini (1491-1566)[41]
- Giovan Giorgio Cesarini (1549 – Roma, 1585), figlio di Giuliano e Giulia Colonna
- Giuliano II Cesarini (1572-1613) (Figlio di Giovan Giorgio e Clelia Farnese)
- Giovan Giorgio II Cesarini (Figlio di Giuliano II e Livia Orsini)
- Giuliano III Cesarini (Figlio di Giovan Giorgio II)
- Filippo Cesarini (Fratello di Giuliano III)
- Livia Cesarini (Figlia di Giuliano III e Margherita Savelli; sposa di Federico II Sforza) (1646-1712)
- Duca Gaetano Sforza Cesarini (Figlio di Livia e Federico II Sforza) (1674-1727)
- Giuseppe Sforza Cesarini (Figlio di Gaetano) (1705-1744); fondatore del "Teatro Argentina" di Roma
- Filippo II Sforza Cesarini (Figlio di Gaetano) (1727-1764)
- Gaetano II Sforza Cesarini (Fratello di Filippo II) (1728-1776)
- Francesco Sforza Cesarini (Figlio di Gaetano II) (1773-1816)
- Salvatore Sforza Cesarini (Figlio di Francesco - morto nel 1832)
- Lorenzo Filippo Montani - Fratello uterino di Salvatore Sforza Cesarini; diventa Lorenzo Sforza Cesarini
- Francesco II Sforza Cesarini (Figlio di Lorenzo - morto nel 1899), senatore del Regno d'Italia - Primo Sindaco di Genzano dell'Italia Unita
- Lorenzo II Sforza Cesarini (Figlio di Francesco - Nato nel 1868)

### Simboli
La colonna nello stemma comunale si riferisce all'epoca in cui Genzano era sotto il dominio della famiglia Colonna, i primi possessori laici del feudo; la mezzaluna rappresenta la vittoria di Marcantonio Colonna contro la flotta dell'Impero ottomano nella battaglia di Lepanto; sulla colonna è avvinto un ramo di vite a ricordare la tradizione vitivinicola del territorio; l'acronimo S.P.Q.G. (Senatus Populusque Genzanum) sottolinea l'unione del Comune e del popolo per il bene comune. Lo scudo è sormontato dalla corona muraria di Città. Il gonfalone è un drappo di azzurro ornato di ricami d'oro.

## Monumenti e luoghi d'interesse

### Architetture religiose
- Collegiata della Santissima Trinità (parrocchia cattolica) di stile neoclassico eretta tra il 1778 e il 1801
- Chiesa del SS.mo Salvatore (parrocchia cattolica)
- Chiesa di San Giuseppe Lavoratore (parrocchia cattolica)
- Chiesa dei Cappuccini (parrocchia ortodossa di Santa Anastasia martire)
- Santa Maria della Cima (Santuario)
- Romitorio di San Michele
- Santissimo Nome di Maria (Landi)
- Immagine della Madonna (piazza Paolo Mocchetti)
- Chiesa dell'Annunziata

### Architetture civili
- Palazzo Sforza Cesarini
- Palazzo Hamerani (attualmente Palazzo Comunale)
- Casino Maratti
- Villa Santa Fiora
- l'ex "Casa del Fascio" (attualmente sede dell'IPSIA, istituto professionale)
- Villa "M. Mecheri"
- Parco Sforza-Cesarini
- Parco "Palmiro Togliatti"
- Fontana di San Sebastiano
- Le due Fontane di Via Livia
- Villa Lusi[43] (conosciuta anche come Villa Holdert)
- Antiche carceri baronali
- Casino Gomez
- Palazzo Jacobini
- Palazzo Dave
- Anfiteatro[44]

### Siti archeologici
Nel mese di novembre 2020, nel cortile della scuola elementare Edmondo De Amicis, durante alcuni scavi per la manutenzione degli impianti di riscaldamento, è stata ritrovata una tomba "a cappuccina", probabilmente di epoca romano-imperiale.
- Villa degli Antonini.[46][47]
- Tratti della via Appia.
- Castello di San Gennaro, rudere del 1200 eretto su un'antica cisterna di epoca romana.[48]

### Aree naturali
- Lago di Nemi
- Colle Pardo
- Orto Botanico
- Parco regionale dei Castelli Romani

## Società

### Evoluzione demografica
| Evoluzione storica della popolazione |        |
| 1982                                 | 17 505 |
| 1985                                 | 18 395 |
| 1990                                 | 19 777 |
| 1995                                 | 22 017 |
| 2000                                 | 22 234 |
| 2001                                 | 22 238 |
| 2002                                 | 22 187 |
| 2003                                 | 22 204 |
| 2004                                 | 22 334 |
| 2005                                 | 22 564 |
| 2006                                 | 22 685 |
| 2007                                 | 22 695 |

Abitanti censiti

### Etnie e minoranze straniere
Il numero degli immigrati provenienti dall'estero è raddoppiato in cinque anni, dalle 480 unità del 2003 alle 988 del 2007. Nel 2007 il 50% degli immigrati proveniva dalla Romania, il 7% dalla Polonia, il 6% dall'Albania, seguiti dal Marocco, dalla Tunisia, dall'India, dalla Germania e dall'Ucraina col 4% ciascuno.
Nel corso dell'anno 2006, si sono iscritti ai registri dell'anagrafe del Comune di Genzano di Roma 177 stranieri, di cui 21 per nascita, 64 per trasferimento da altri comuni e 91 provenienti direttamente dall'estero. Gli stranieri cancellati dai registri dell'anagrafe genzanese sono stati invece 108, di cui uno solo cancellato per morte, 96 per trasferimento ad un altro comune e 6 per trasferimento all'estero. Le acquisizioni di cittadinanza italiana sono state sei. Il totale dei minorenni stranieri residenti nel territorio comunale è calcolato nel numero di 189; di essi 139 sono nati in territorio italiano.

### Tradizioni e folclore
L'Infiorata

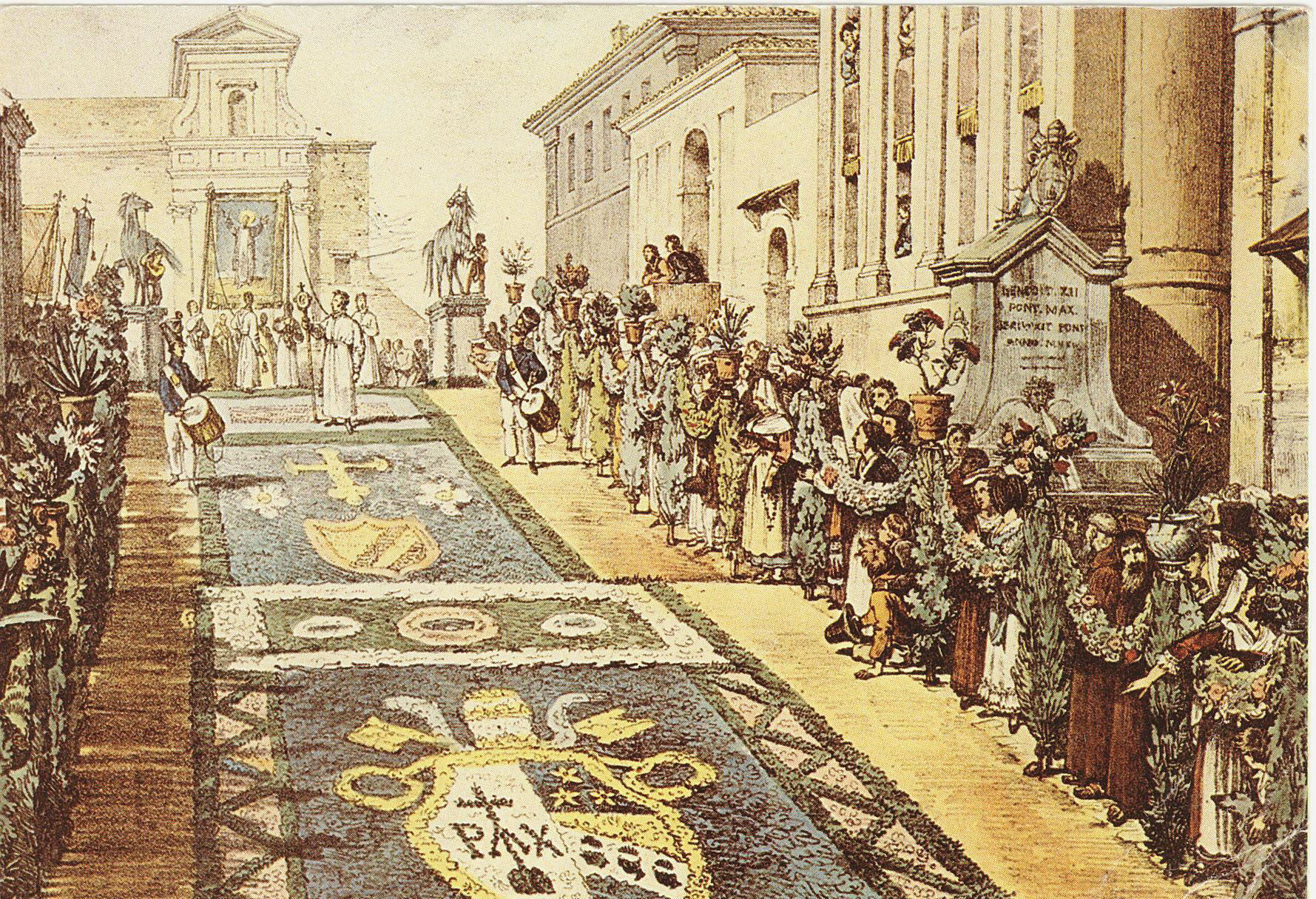
Antoine Jean-Baptiste Thomas: Infiorata del 1817

La festa viene fatta risalire al 1778, anno in cui fu preparato un tappeto floreale, in occasione della festività del Corpus Domini, lungo la via Sforza (oggi Via Bruno Buozzi). Attualmente l'infiorata si svolge in via Italo Belardi, già via Livia, la via che congiunge la piazza principale del paese (Piazza IV Novembre) alla Chiesa di Santa Maria della Cima. La strada viene ricoperta totalmente da un tappeto floreale di circa 2000 m², composto generalmente di 13 quadri, oltre alla decorazione della scalinata posta in cima alla salita. Ogni quadro misura generalmente 7 m x 14 m e i soggetti, scelti da un'apposita Commissione che presiede anche all'organizzazione della manifestazione, sono generalmente soggetti di argomento religioso o civile, riproduzioni di note opere d'arte o motivi geometrici. La deposizione dei fiori sulla sede stradale avviene lo stesso giorno della festa, o la notte precedente, sui contorni dei quadri disegnati con il gesso e con la calce in base al bozzetto originale. La sera della domenica il tappeto viene percorso dalla processione religiosa che reca il Santissimo Sacramento da Santa Maria della Cima alla non lontana Collegiata. Il tappeto viene mantenuto, sostituendo i petali appassiti, fino alla sera del lunedì, quando ha luogo la distruzione dell'infiorata da parte dei bambini (il cosiddetto spallamento).
La Tradizionale Infiorata è giunta, nel 2024, alla sua 246ª edizione.

## Cultura

### Istruzione
Nel territorio della città sono presenti due istituti comprensivi (scuola materna, elementare e media) e due istituti di istruzione superiore, nello specifico un istituto tecnico economico ed un liceo scientifico.

#### Musei
- Museo delle Navi romane
- Museo Etnografico dell'Utensileria Contadina e Artigiana[68]
- Museo Etnografico dell'Infiorata[69]

#### Radio
Radio Gamma Stereo
Radio Gamma Stereo nasce a Roma nel 1976, poi nel 1986, si trasferisce con gli studi ai castelli romani, a Genzano di Roma. Trasmette sulla frequenza 89,900 MHz per le zone di Latina e provincia nord, Roma provincia sud, oltre che in streaming.
Radio Canale Zero
Radio Canale Zero nasce a Genzano di Roma il 14 settembre 1980. Trasmette nella zona sud della provincia di Roma sulla frequenza in FM 97.500.

### Eventi
- Dal 1995 in novembre ha luogo il festival di cinema d'animazione Castelli Animati
- Dal 1989 nel mese di settembre si tiene la tradizionale Festa del pane casareccio di Genzano. L'obiettivo della festa, organizzata dal comune di Genzano di Roma insieme al Consorzio tutela pane casareccio di Genzano, è quello di promuovere uno dei prodotti maggiormente rappresentativi del proprio ricco patrimonio produttivo e di qualità.

## Geografia antropica

### Urbanistica
Per Nicola Ratti, autore di una Storia di Genzano con documenti e note (1797), il nucleo urbano di Genzano (Genzano Vecchio) si sviluppò in epoca medievale attorno a un castello fortificato, a picco sul lago di Nemi, costruito alla fine del XIII secolo dai monaci cistercensi dell'Abbazia di Sant'Anastasio alle Acque Salvie.

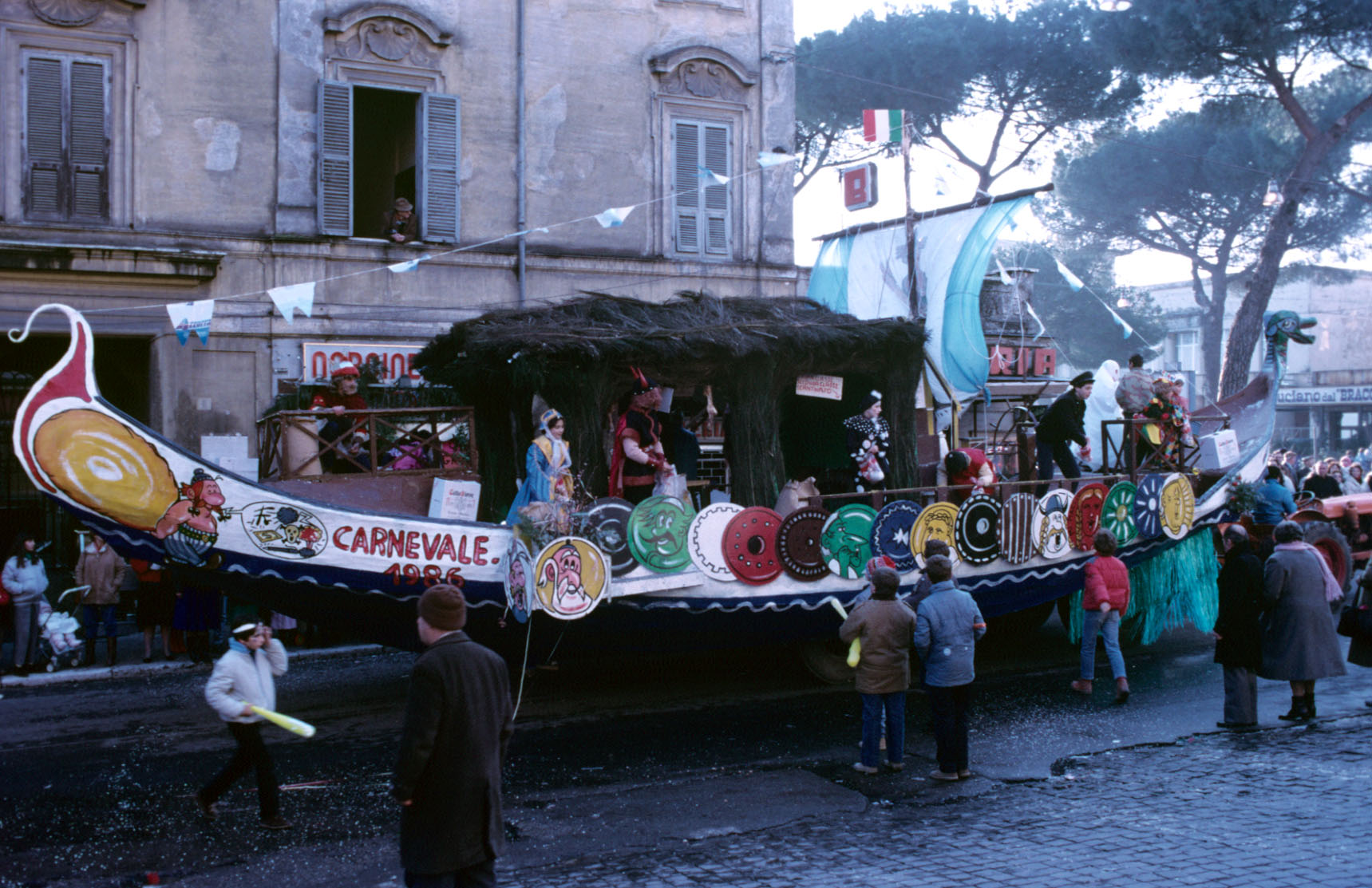
Carnevale a Genzano

L'espansione urbana di Genzano verso la pianura sottostante (Genzano Nuova) si svolse secondo un piano delineato nel XVII secolo. La nuova Genzano si sviluppò soprattutto dopo l'apertura della Via Corriera (o Via Postale), diretta a Napoli, e della Via Appia, alla fine del XVIII secolo.
Il territorio comunale, un tempo molto vasto, venne ridotto progressivamente nel tempo, raggiungendo le dimensioni attuali nel 1932 allorché vennero sottratte le aree oggetto di lavori di bonifica agraria (Agro pontino), che costituiranno i territori dei comuni di Pomezia e Ardea.
Durante la Seconda guerra mondiale Genzano subì gravissimi danni. Un tumultuoso sviluppo edilizio, iniziato nei primi anni '60, è stato regolamentato, a partire dal 1972, da un Piano regolatore generale armonizzato con l'antico piano delineato in età barocca.

## Economia

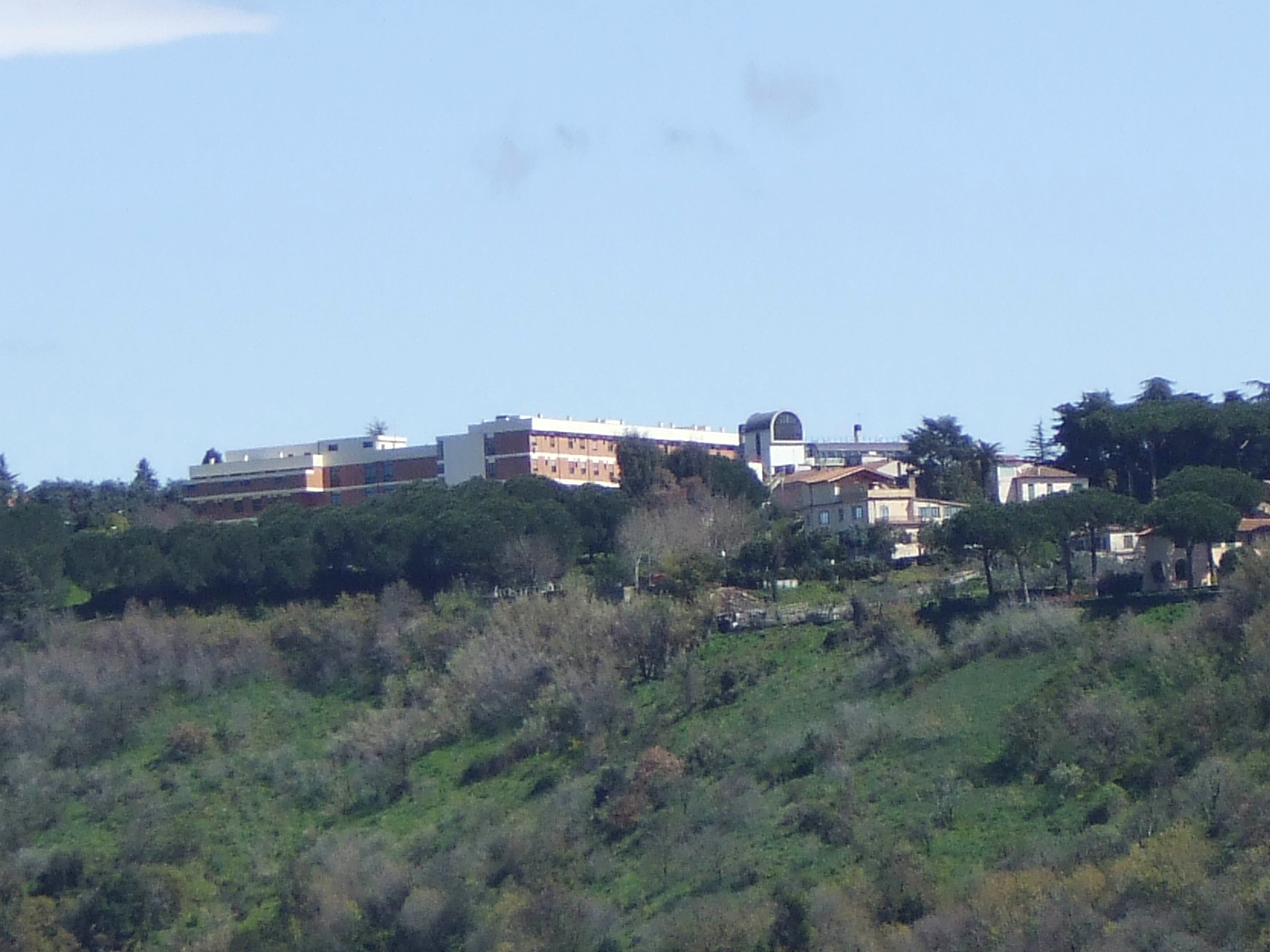
L'ospedale E. De Santis

In base al censimento della popolazione del 20 ottobre 1991, il numero di occupati di Genzano era 7 611, il 37% della popolazione totale (20 750 abitanti). Risultavano iscritti al collocamento in cerca di occupazione 2 218 cittadini (10,32% della popolazione). La popolazione attiva era così distribuita:
| Settore                   | Occupati (Numero) | Percentuale |
| ------------------------- | ----------------- | ----------- |
| Agricoltura               | 595               | 7,81        |
| Industria/Edilizia        | 867               | 11,39       |
| Commercio/Artigianato     | 2 755             | 36,20       |
| Trasporti e Comunicazioni | 496               | 6,51        |
| Amministrazione e Servizi | 2 267             | 29,79       |
| Credito e assicurazione   | 631               | 8,30        |
| Totale                    | 7 611             | 100,00      |

Sostegno all'economia genzanese è dato dalla BCC dei Colli Albani, (nata nel 2017 dalla fusione della Bcc Giuseppe Toniolo fondata a Genzano di Roma nel 1947 e la Bcc di Marino). La BCC dei Colli Albani è una banca di credito cooperativo, che è di sostegno all'economia del territorio con contributi annuali ad associazioni no-profit, ordini religiosi, associazioni di volontariato e cooperative sociali e a tutto il terzo settore.
Nel comparto agricolo, la principale attività del paese è la viticoltura. Genzano e Lanuvio si trovano infatti al centro del comprensorio di produzione del vino DOC Colli Lanuvini e Colli Lanuvini superiore. Molto importanti sono inoltre le attività nell'ambito dell'olivicoltura, della floricoltura, della frutticoltura e della produzione di ortaggi.
Come testimonia Marco Tullio Cicerone, che peraltro qui possedeva una villa, questi territori erano considerati fra i più fertili nell'età dell'antica Repubblica romana:
(Marco Tullio Cicerone, M. Tulli Ciceronis, De lege agraria oratio secunda contra P. Servilium Rullum Tr. Pleb. In Senatu, 66)
Fra le circa 400 aziende artigiane che operano nel territorio di Genzano si trovano aziende attive nella lavorazione della pelle, dei vimini, del vetro, della ceramica e nella produzione di mobili in stile. Ma la più importante attività nel settore dell'artigianato è la panificazione. Genzano ha una grande tradizione nella fabbricazione di pane lievitato naturalmente e cotto a legna. Il pane casareccio di Genzano è stato il primo pane italiano ad aver ottenuto nel 1997 l'Indicazione geografica protetta, e pertanto la sua produzione è vincolata alla sua completa preparazione in loco.
Molto numerose e qualificate sono inoltre le attività alberghiere e quelle operanti nell'ambito della ristorazione (trattorie, ristoranti nonché le fraschette, un particolare tipo di osteria caratteristica dei Castelli romani.
Le attività industriali sono relativamente recenti, attive in particolare nei settori alimentare, delle macchine agricole, del legno, dell'edilizia e della carta.

## Infrastrutture e trasporti
La Stazione di San Gennaro, sita nella frazione San Gennaro, sorge sulla Ferrovia Roma-Velletri ed è servita dalle relazioni svolte da Trenitalia nell'ambito del contratto di servizio con la Regione Lazio che prendono il nome di FL4.
Dal 1906 al 1965 Genzano fu inoltre servita dalle tranvie dei Castelli Romani.

## Amministrazione
| Periodo          | Periodo          | Primo cittadino             | Partito                            | Carica                    | Note                                              |
| ---------------- | ---------------- | --------------------------- | ---------------------------------- | ------------------------- | ------------------------------------------------- |
| 1870             | 1874             | Francesco Sforza-Cesarini   | ?                                  | Sindaco                   |                                                   |
| 1900             | 1912             | Alessandro Mazzoni          | ?                                  | Sindaco                   |                                                   |
| 1912             | 1913             | Luigi Napoleoni             | ?                                  | Sindaco                   |                                                   |
| 1913             | 1914             | Romolo Barbaliscia          | ?                                  | Sindaco                   |                                                   |
| 28 giugno 1914   | 11 febbraio 1917 | Tommaso Frasconi            | Partito Socialista Italiano        | Sindaco                   | Giunta sciolta per la sua opposizione alla Guerra |
| 30 marzo 1917    | ottobre 1920     | ?                           | -                                  | Commissario prefettizio   |                                                   |
| 19 ottobre 1920  | 25 giugno 1921   | Tommaso Frasconi            | Partito Socialista Italiano        | Sindaco                   | Giunta nuovamente sciolta d'autorità              |
| 25 giugno 1921   | 23 dicembre 1923 | ?                           | -                                  | Commissario prefettizio   |                                                   |
| 1924             | 1928             | Gaetano Ducci               | Partito Nazionale Fascista         | Sindaco                   |                                                   |
| 1928             | 1928             | Giacinto Fornaca            | -                                  | Commissario prefettizio   |                                                   |
| 1929             | 1929             | dott. Lorenzo Bocale        | -                                  | Commissario prefettizio   |                                                   |
| 1929             | 1932             | Giacinto Fornaca            | Partito Nazionale Fascista         | Podestà                   |                                                   |
| 1932             | 1932             | dott. Luigi Giannini        | -                                  | Commissario prefettizio   |                                                   |
| 1932             | 1933             | dott. Edmondo Petrucci      | -                                  | Commissario prefettizio   |                                                   |
| 1933             | 1935             | Emilio Baldazzi             | Partito Nazionale Fascista         | Podestà                   |                                                   |
| 1935             | 1936             | dott. Gaetano Ennio Barillà | -                                  | Commissario prefettizio   |                                                   |
| 1936             | 1942             | Giovanni Armenise           | Partito Nazionale Fascista         | Podestà                   |                                                   |
| 1942             | 1944             | Gaetano Ducci               | Partito Nazionale Fascista         | Podestà                   |                                                   |
| 26 giugno 1944   | 4 settembre 1948 | Mario Colacchi              | Partito Comunista Italiano         | Sindaco pro tempore       |                                                   |
| 4 settembre 1948 | 26 maggio 1951   | Umberto Baldazzi            | Partito Comunista Italiano         | Sindaco                   |                                                   |
| 26 maggio 1951   | 22 febbraio 1969 | Ercole De Sanctis           | Partito Comunista Italiano         | Sindaco                   |                                                   |
| 22 febbraio 1969 | 16 gennaio 1997  | Gino Cesaroni               | Partito Comunista Italiano         | Sindaco                   | Morto in carica                                   |
| 16 gennaio 1997  | 27 aprile 1997   | Maurizio Spinetti           | Partito Democratico della Sinistra | Vicesindaco               |                                                   |
| 27 aprile 1997   | 28 maggio 2006   | Giancarlo Pesoli            | Democratici di Sinistra            | Sindaco                   |                                                   |
| 28 maggio 2006   | 30 maggio 2011   | Enzo Ercolani               | Partito Democratico                | Sindaco                   |                                                   |
| 30 maggio 2011   | 20 giugno 2016   | Flavio Gabbarini            | Civico di centro-sinistra          | Sindaco                   |                                                   |
| 20 giugno 2016   | 21 marzo 2019    | Daniele Lorenzon            | Movimento 5 Stelle                 | Sindaco                   |                                                   |
| aprile 2019      | gennaio 2020     | Nicola Di Matteo            | -                                  | Commissario straordinario |                                                   |
| gennaio 2020     | ottobre 2020     | Serafina Mascolo            | -                                  | Commissario straordinario |                                                   |
| 6 ottobre 2020   | in carica        | Carlo Zoccolotti            | centro-sinistra                    | Sindaco                   |                                                   |

### Gemellaggi
- Châtillon
- Merseburg
- Mokotów
- Aubière

### Altre informazioni amministrative
Nel 1873 Genzano cambia denominazione in Genzano di Roma per distinguerlo da Genzano di Lucania.

## Sport

### Calcio a 5

Il 1999-2000

Aveva sede nel comune la società di calcio a 5 Genzano Calcio a 5, attiva dal 1996 al 2005. Ha vinto il campionato italiano e la Coppa Italia di calcio a 5 nella stagione 1999-2000.
La società Cogianco Genzano 2003 Calcio a 5, fondata nel 2003 ha vinto una Coppa Italia Serie A2 e una Coppa Italia Serie B.
Oggi lEcocity Genzano milita nella Serie A (calcio a 5)
Dal 2010 a Genzano si svolge il "torneo dei Rioni di Genzano di Roma", dove le squadre dei Rioni del paese si sfidano in partite di calcio a 5.

### Calcio
- Cynthia 1920, squadra confluita nel 2020 nel Cynthialbalonga con sede ad Albano Laziale. In passato ha militato per due stagioni nel campionato di Serie C2.
- Sporting Genzano che ha militato nel campionato maschile di Eccellenza prima di trasferirsi ad Ariccia.[77]
- Nella stagione 2024/25 l'unica squadra con sede a Genzano di Roma è la PGS Don Bosco Genzano, militante nel girone I di Seconda Categoria.

### Pallavolo
- BBC Colli Albani - Volley School Genzano opera sul territorio dal 1995, forgiando generazioni di giovani pallavolisti sia per il settore maschile che femminile, dalla stagione 2019-2020 ad oggi milita nel campionato maschile di Serie B.[78], le gare dei diversi campionati giovanili non chè delle prime squadre, si disputano presso gli impinati sportivi della SM Marchesi in via della Selva e presso la SM De Sancts in viale Mazzini

Basket
Basket Genzano, milita nel campionato di Promozione
Pallanuoto
Matrix Genzano, impegnato in campionati giovanili maschili , nel 2019 disputava la serie C.